# Право слідування
Право слідування є правом авторів оригіналів творів образотворчого мистецтва на одержання частини суми від публічного перепродажу цих творів (до яких можуть бути прирівняні оригінали рукописів письменників і композиторів), тобто на аукціонах через комерсантів або комерційних агентів. Відтворення та публічне повідомлення є традиційними способами використання творів образотворчого мистецтва, і приносять дохід авторам лише у вигляді винятку, тому що лише відомі твори відтворюються на постерах, поштових листівках, в рекламних цілях. Автори творів образотворчого мистецтва як правило не одержують ніякої винагороди за публічну експозицію своїх творів. Право слідування є невідчужуваним і невід'ємним правом автора оригіналу твору мистецтва. Воно не підлягає передачі і гарантує авторові право на участь у доходах від будь-якого перепродажу твору.

## Історія становлення
Вперше право слідування було введено у Франції в законі «Про авторське право» ще у 1920 р. Надання права дольової участі стало спробою врахувати інтереси художників, скульпторів, інших авторів художніх творів. Право слідування відіграє для авторів творів роль компенсації. Воно рівноцінно прибутку, який автор художнього і літературного твору отримує за оприлюднення цих творів. 27 вересня 2001 року Європейським парламентом і Радою Європейського Союзу була прийнята Директива 2001/84 ЄС право слідування на користь авторів оригіналів* творів мистецтва (надалі — Директива), яка набрала чинності у день її опублікування. Право слідування введено до Бернської конвенції про охорону літературних і художніх творів під час її перегляду 1948 року. Згідно зі статтею 14 Бернської конвенції право слідування застосовується тільки тоді, коли воно передбачено національним законодавством країни, до якої належить автор.
В Україні право слідування вперше визнано Законом України від 23 грудня 1993 року. Про авторське право та суміжні права", підтверджено новою редакцією цього Закону від 11 липня 2001 року.
У Фінляндії право слідування поширювалось на будь-який професійний або публічний перепродаж твору мистецтва, за винятком творів архітектури, фотографічних творів, предметів народної творчості та серійного індустріального дизайну. Аналогічну сферу застосування мало і право слідування у Швеції.
У США перешкодою для закріплення на законодавчому рівні права слідування є система права «copyright», а також економічна невигідність впровадження права слідування. Виключення становить законодавство штату Каліфорнія, у якому ще 1976 року був прийнятий Закон про пропорційні відрахування при перепродажу. Таке становище призвело до того, що основний обсяг торговельного обороту розподілявся між країнами, де право слідування або взагалі не передбачалось національним законодавством, або його правовий статус був фікцією. У країнах, в яких право слідування було закріплено в національному законодавстві, існувала проблема пов'язана з різними ставками відрахувань.
Право слідування одержало поширення в Європі після прийняття Директиви ЄС № 2001/84/ЄС від 27 вересня 2001 р. про право слідування на користь авторів оригінальних творів мистецтва (далі — Директива). У преамбулі Директиви зазначено, що вона має на меті встановлення уніфікованого юридичного режиму в галузі слідування.

## Предмет
Предметом права слідування є матеріалізований твір, тобто річ, у якій втілено твір, що охороняється (пункт 2 Преамбули). Національним законодавством у сфері авторського права закріплено положення, відповідно до якого твори є об'єктами авторського права як оприлюднені, так і неоприлюднені, виражені в будь-якій об'єктивній формі, незалежно від призначення і обсягу твору (стаття 433 ЦК України та стаття 8 Закону України «Про авторське право і суміжні права»). Тобто вимога щодо втілення твору у матеріальний носій національним законодавцем виконана.

## Вимоги
Відповідно до цієї директиви, право слідування є невід'ємною частиною авторського права. Його впровадження відповідає повній необхідності забезпечити авторам творів графічного мистецтва, відповідний та однаковий рівень охорони та залучити їх до фінансової участі у доходах від наступних перепродажів.
Згідно з Директивою, під «оригінальними творами мистецтва» маються на увазі твори образотворчого мистецтва і скульптури, такі, як картини, колажі, малюнки, гравюри, естампи, літографії, скульптури, шпалери, кераміка, вироби зі скла, фотографії, якщо вони є оригінальними творами автора, або примірники, які вважаються оригінальними творами мистецтва.
Держави-члени мають право встановлювати мінімальний рівень ціни продажу, враховуючи, що будь-який наступний перепродаж зазначених творів підлягає праву слідування.

## Ставки винагороди
- 4 % при ціні продажу до 50000 євро;
- 3 % при ціні продажу від 50000,01 до 200000 євро;
- 1 % при ціні продажу від 200000,01 до 350000 євро;
- 0,5 % при ціні продажу від 350000,01 до 500000 євро;
- 0,25 % при ціні продажу, що перевищує 500000 євро.